# ギレルモ・デル・トロ
ギレルモ・デル・トロ、またはギジェルモ・デル・トーロ（スペイン語: Guillermo del Toro、1964年10月9日 - ）は、メキシコの映画製作者である。2017年の『シェイプ・オブ・ウォーター』で、アカデミー作品賞、アカデミー監督賞を受賞した。

## 来歴

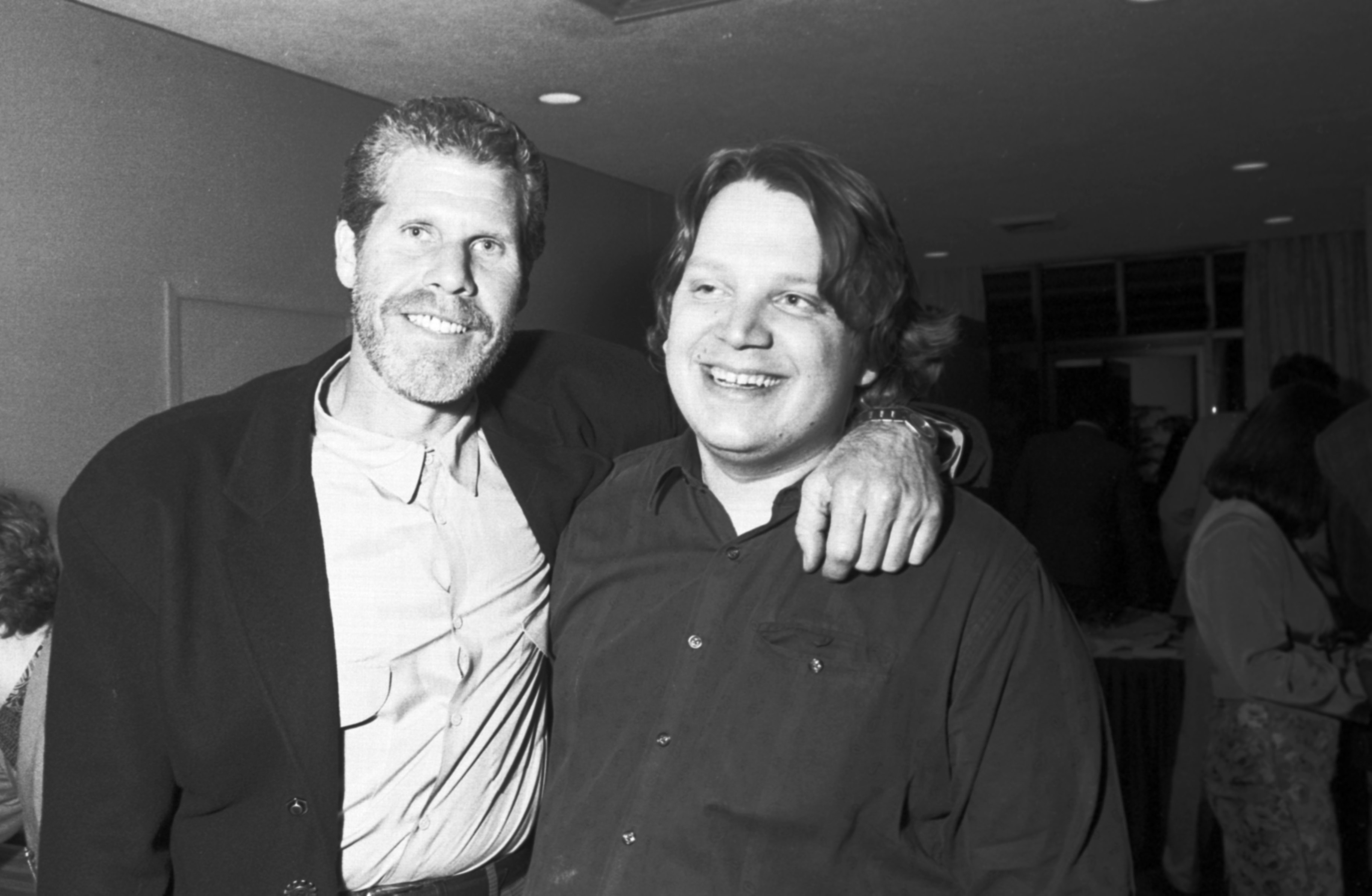
『クロノス』撮影時のデル・トロとロン・パールマン

父・フェデリコ・デル・トロ・トレス、母・グアダルーペ・ゴメスの息子としてメキシコのハリスコ州グアダラハラに生まれる。10代のはじめから映画に興味を持ち、『エクソシスト』の特殊メイクを手がけたディック・スミスに直接手紙を送っている。メキシコ国立自治大学付属映画学校で学んだ後にスミスの元で学び、メキシコに帰国後特殊メイク･造形の会社を立ち上げ10年以上特殊メイクに関わった。29歳の時からは本格的に映画監督にも乗り出す。
マイク・ミニョーラの大ファンであり、『ヘルボーイ』の映画化は彼が長年夢見ていた企画であったが、原作者ミニョーラとともにヘルボーイ役にロン・パールマンの起用を主張したため、ジョン・トラヴォルタなど、より知名度の高いスター俳優を望んでいたスタジオと対立。説得に7年を要し、製作費を大幅に削減されたが、デル・トロは「それでもロン抜きでは考えられなかった」と語っている。本作のヒットにより、製作会社を大手ユニバーサル・スタジオに移し、続編『ヘルボーイ/ゴールデン・アーミー』が製作され、2008年に公開された。また、『ヘルボーイ』準備期間中だった2001年、『ヘルボーイ』映画化へ向けての実験を兼ね、同じくコミック原作のアクション映画である『ブレイド2』の監督を引き受け、マイク・ミニョーラを美術監修に招いてのプラハロケを敢行。前作『ブレイド』を超えるヒットとなった。

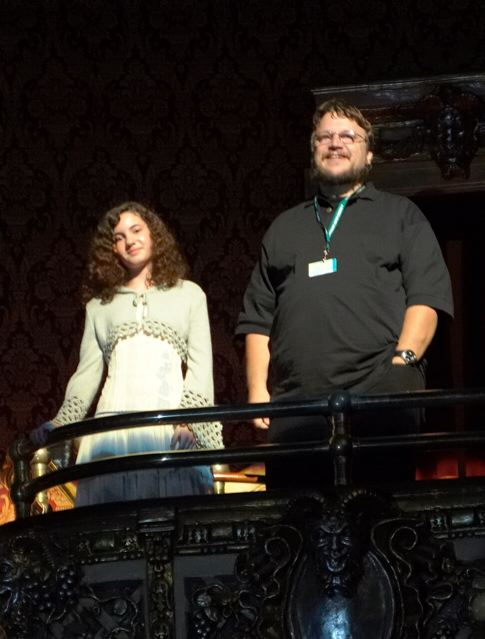
『パンズ・ラビリンス』北米プレミア上映時のデル・トロとイバナ・バケーロ

2006年のスペインで製作した『パンズ・ラビリンス』が米アカデミー賞で外国語映画賞を含む6部門にノミネートされ、技術部門で3冠に輝き、自身も脚本賞にノミネートされた。
2007年、のちに『バードマン あるいは（無知がもたらす予期せぬ奇跡）』『レヴェナント: 蘇えりし者』で2年連続アカデミー賞監督賞を受賞するアレハンドロ・ゴンザレス・イニャリトゥ、『ゼロ・グラビティ』で第86回アカデミー賞8部門を受賞するアルフォンソ・キュアロンら2人のメキシコ人映画監督と共にメキシコで製作会社「チャチャチャ(Cha-Cha-Cha)」を設立。
2008年、『ロード・オブ・ザ・リング』シリーズの前日譚である『ホビット』2部作の監督に就任し、製作総指揮のピーター・ジャクソンらと共に脚本も担当することになったが、相次ぐ資金や権利関係のトラブルなどで製作スケジュールが大幅に遅延したため、2010年に降板が発表された。監督はジャクソンが引き継ぐことになったが、脚本にはデル・トロの名前は変わらずクレジットされている。
2009年には、チャック・ホーガンとの共著で初の小説『ザ・ストレイン』を発表。なお、この小説のオーディオブック版ではロン・パールマンによる朗読を聴くことが出来る。2014年からは同作に基づくドラマシリーズ『ストレイン 沈黙のエクリプス』の製作、製作総指揮、一部のエピソードの脚本並びに監督を務めている。
2017年の『シェイプ・オブ・ウォーター』では監督を務め、第74回ヴェネツィア国際映画祭で最高賞にあたる金獅子賞を受賞。また、第75回ゴールデングローブ賞では監督賞を、第90回アカデミー賞では作品賞と監督賞を受賞した。
2021年に結婚した脚本家のキム・モーガンと、『ナイトメア・アリー』で共同脚本家を務めた。

## 人物

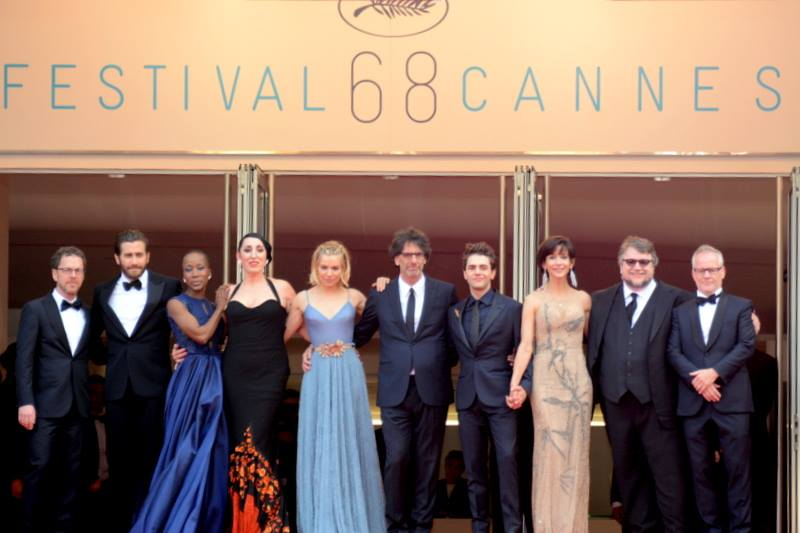
第68回カンヌ国際映画祭でのデル・トロ（右から2人目）

尊敬する人物に押井守を挙げており、『うる星やつら オンリー・ユー』、『天使のたまご』から全映画を観ている。2002年に初来日した際は押井のスタジオプロダクション・アイジーを訪問し作画風景を見学、直接会っている。CGへの転換期にも関わらず一生懸命手書きで作画する姿に影響を受けたと語っている。ジェームズ・キャメロンの勧めで観た押井のアニメ『機動警察パトレイバー』が「パシフィック・リム」に多大な影響を与えたと公言。「ストレイン 沈黙のエクリプス」にも押井守リスペクトがたっぷりあるとし、「彼は素晴らしいフィルムメーカー、私の偉大なるお手本です」と発言している。
押井守側からの会った印象は、押井のエッセイに詳しく載っている。ギレルモからは何度も「アンタの映画はアニメも実写も大好きなんだ。どこがいいかって言うとアニメをやっても実写もやってもメンタリティが変わらないところがいい」と言われた。
また、宮崎駿監督作品を敬愛しており、「宮崎氏はアニメーション界で最も偉大な監督です」「彼はゴッホやモーツァルト級の芸術的天才です」と高く評価している。一部のファンの間では「俺たちのトトロ」とも呼ばれており、本人もそれを認めている。
日本の特撮、アニメ、マンガに造詣が深いことで知られる。他の日本の作品では円谷英二『ウルトラシリーズ』、九重佑三子の『コメットさん』、永井豪『マジンガーZ』、『鉄人28号』、『スカイヤーズ5』、高畑勲、スタジオジブリ作品、谷口ジロー『遥かな町へ』、『攻殻機動隊』、『マグマ大使』、手塚治虫、伊藤潤二、大友克洋、弐瓶勉、韮沢靖などに影響を受けている。影響の一例としては『ブレイド2』の衣装は韮沢からの影響が大きかったと語っている。デビュー作『クロノス』は、コメットさん第75話『わんぱく受験生』が発想の根源である。
デル・トロが公開しているコレクションの一部には他に小泉八雲、河鍋暁斎、水木しげる、菊地秀行、天野喜孝、士郎正宗、浦沢直樹、鬼頭莫宏、男鹿和雄、椋尾篁、井上直久、今敏、森本晃司、楳図かずお、山咲トオル、竹谷隆之、寺田克也、正子公也、若杉公徳、岩明均、五十嵐大介、岩井俊雄、山口貴由、奥浩哉、諸星大二郎などの書籍があることが確認できる。
永井豪には2017年のアヌシー国際アニメーション映画祭で初対面し、「（彼は）モーツァルトだ」と評して興奮のあまり、ハグまでしてしまった。その後、持ってきたノートに直筆サインやマジンガーZのラフイラストも描いてもらった。
2000年代には大友克洋の『童夢』、浦沢直樹の『MONSTER』を映画化するという計画もあったが実現には至っていない。
生成AI技術に批判的で「私は人間が作った芸術を消費し、愛しています。私は機械やテクノロジーによって作られたイラストレーションには興味がありません。人間の感情や表情をテクノロジーで再現しようというような会話が映画について交わされたとしたら、私は深く傷つき、宮崎駿監督が言うように、『生命に対する侮辱』だと思います」と述べている。

## フィルモグラフィ

### 映画

#### 監督作品
| 年   | 題名                                                            | 役割             |
| ---- | --------------------------------------------------------------- | ---------------- |
| 1993 | クロノス Cronos                                                 | 監督・脚本       |
| 1997 | ミミック Mimic                                                  | 監督・脚本       |
| 2001 | デビルズ・バックボーン The Devil's Backbone                     | 監督・脚本・製作 |
| 2002 | ブレイド2 Blade II                                              | 監督             |
| 2004 | ヘルボーイ Hellboy                                              | 監督・脚本       |
| 2006 | パンズ・ラビリンス Pan's Labyrinth                              | 監督・脚本・製作 |
| 2008 | ヘルボーイ/ゴールデン・アーミー Hellboy II: The Golden Army     | 監督・脚本       |
| 2013 | パシフィック・リム Pacific Rim                                  | 監督・脚本・製作 |
| 2015 | クリムゾン・ピーク Crimson Peak                                 | 監督・脚本・製作 |
| 2017 | シェイプ・オブ・ウォーター The Shape of Water                   | 監督・脚本・製作 |
| 2021 | ナイトメア・アリー Nightmare Alley                              | 監督・脚本・製作 |
| 2022 | ギレルモ・デル・トロのピノッキオ Guillermo del Toro's Pinocchio | 監督・脚本・製作 |
| 2025 | Frankenstein                                                    | 監督・脚本・製作 |

#### 脚本作品
| 年   | 題名                                                            | 役割       |
| ---- | --------------------------------------------------------------- | ---------- |
| 2011 | ダーク・フェアリー Don't Be Afraid of the Dark                  | 脚本・製作 |
| 2012 | ガーディアンズ 伝説の勇者たち Rise of the Guardians             | 脚本       |
| 2012 | ホビット 思いがけない冒険 The Hobbit: An Unexpected Journey     | 脚本       |
| 2013 | ホビット 竜に奪われた王国 The Hobbit: The Desolation of Smaug   | 脚本       |
| 2014 | ホビット 決戦のゆくえ The Hobbit: The Battle of the Five Armies | 脚本       |
| 2019 | スケアリーストーリーズ 怖い本 Scary Stories to Tell in the Dark | 脚本・製作 |
| 2020 | 魔女がいっぱい The Witches                                      | 脚本・製作 |

#### 製作作品
| 年   | 題名                                                       | 役割       |
| ---- | ---------------------------------------------------------- | ---------- |
| 1986 | Dona Herlinda and Her Son                                  | 製作総指揮 |
| 1998 | Un Embrujo                                                 | 製作       |
| 2002 | Asesino en serio                                           | 製作       |
| 2004 | タブロイド Crónicas                                        | 製作       |
| 2006 | Hellboy: Sword of Storms                                   | 製作       |
| 2007 | Hellboy: Blood and Iron                                    | 製作       |
| 2007 | 永遠のこどもたち The Orphanage                             | 製作総指揮 |
| 2008 | While She Was Out                                          | 製作       |
| 2008 | ルドandクルシ Rudo y Cursi                                 | 製作       |
| 2008 | Cosas insignificantes                                      | 製作       |
| 2009 | スプライス Splice                                          | 製作総指揮 |
| 2010 | BIUTIFUL ビューティフル Biutiful                           | 製作助手   |
| 2010 | ロスト・アイズ Julia's Eyes                                | 製作       |
| 2011 | カンフー・パンダ2 Kung Fu Panda 2                          | 製作総指揮 |
| 2011 | 長ぐつをはいたネコ Puss in Boots                           | 製作総指揮 |
| 2013 | MAMA Mama                                                  | 製作総指揮 |
| 2018 | パシフィック・リム: アップライジング Pacific Rim: Uprising | 製作       |
| 2021 | アントラーズ Antlers                                       | 製作       |
| TBA  | 忘れられた巨人 The Buried Giant                            | 製作       |

#### 出演作品
| 年   | 題名            | 役名 | 備考                 |
| ---- | --------------- | ---- | -------------------- |
| 2025 | Sangre del Toro | 本人 | ドキュメンタリー映画 |

### テレビシリーズ
| 年        | 題名                                                                         | 役割 | 役割 | 役割 | 備考                    |
| 年        | 題名                                                                         | 監督 | 脚本 | 製作 | 備考                    |
| --------- | ---------------------------------------------------------------------------- | ---- | ---- | ---- | ----------------------- |
| 2014-2017 | ストレイン 沈黙のエクリプス The Strain                                       | Yes  | Yes  | Yes  |                         |
| 2022      | ギレルモ・デル・トロの驚異の部屋 Guillermo del Toro’s Cabinet of Curiosities | Yes  | Yes  | Yes  | Netflixオリジナルドラマ |

### ゲーム
| 年   | 題                                                     | 備考                       |
| ---- | ------------------------------------------------------ | -------------------------- |
| 2019 | デス・ストランディング Death Stranding                 | デッドマン役（3Dスキャン） |
| 2025 | デス・ストランディング2 Death Stranding 2:On the Beach | デッドマン役（3Dスキャン） |

## 著書
- 『ザ・ストレイン』 The Strain（2009）（チャック・ホーガンとの共著）大森望訳　早川書房（文庫化にあたり『沈黙のエクリプス』と改題）
- 『暗黒のメルトダウン』 The Fall（2010）（チャック・ホーガンとの共著）嶋田洋一訳　ハヤカワ文庫NV
- 『永遠の夜』 The Night Eternal（2011）（チャック・ホーガンとの共著）嶋田洋一訳　ハヤカワ文庫NV
- 『ギレルモ・デル・トロ 創作ノート 驚異の部屋』 阿部清美訳 DU BOOKS

## 関連書籍
- 『クリムゾン・ピーク　アート・オブ・ダークネス』（2016）阿部清美訳、DU BOOKS
- 『ギレルモ・デル・トロの怪物の館　映画、創作ノート、コレクションの内なる世界』（2017）阿部清美訳、DU BOOKS
- 『ギレルモ・デル・トロのパンズ・ラビリンス 異色のファンタジー映画の舞台裏』（2018）阿部清美監修 富永晶子訳、DU BOOKS
- 『ギレルモ・デル・トロのシェイプ・オブ・ウォーター 混沌の時代に贈るおとぎ話』（2018）阿部清美訳、DU BOOKS
- 『ギジェルモ・デル・トロ（フィルムメーカーズ19）』（2019）大森望 責任編集、宮帯出版社
- 『ギレルモ・デル・トロのナイトメア・アリー　ある「怪物(おとこ)」の悲しき物語とその舞台裏』（2022）阿部清美訳、DU BOOKS
- 『ギレルモ・デル・トロのピノッキオ  おとぎ話の巨匠による新しい人形劇の創作術』（2023）阿部清美訳、DU BOOKS

## 受賞歴
| 年度 | 賞                               | 部門                 | 作品名                           | 結果       | 出典   |
| ---- | -------------------------------- | -------------------- | -------------------------------- | ---------- | ------ |
| 1997 | サターン賞                       | 脚本賞               | ミミック                         | ノミネート |        |
| 2006 | アカデミー賞                     | オリジナル脚本賞     | パンズ・ラビリンス               | ノミネート |        |
| 2006 | 英国アカデミー賞                 | 非英語作品賞         | パンズ・ラビリンス               | 受賞       |        |
| 2006 | 英国アカデミー賞                 | オリジナル脚本賞     | パンズ・ラビリンス               | ノミネート |        |
| 2006 | カンヌ国際映画祭                 | パルム・ドール       | パンズ・ラビリンス               | ノミネート |        |
| 2006 | 第33回サターン賞                 | 監督賞               | パンズ・ラビリンス               | ノミネート |        |
| 2006 | 第33回サターン賞                 | 脚本賞               | パンズ・ラビリンス               | ノミネート |        |
| 2007 | インディペンデント・スピリット賞 | 作品賞               | パンズ・ラビリンス               | ノミネート |        |
| 2008 | 第34回サターン賞                 | ジョージ・パル記念賞 | ギレルモ・デル・トロ             | 受賞       |        |
| 2017 | ヴェネチア国際映画祭             | 金獅子賞             | シェイプ・オブ・ウォーター       | 受賞       |        |
| 2017 | ゴールデングローブ賞             | 監督賞               | シェイプ・オブ・ウォーター       | 受賞       | [ 16 ] |
| 2017 | ゴールデングローブ賞             | 脚本賞               | シェイプ・オブ・ウォーター       | ノミネート |        |
| 2017 | ロサンゼルス映画批評家協会賞     | 監督賞               | シェイプ・オブ・ウォーター       | 受賞       | [ 17 ] |
| 2017 | 英国アカデミー賞                 | 監督賞               | シェイプ・オブ・ウォーター       | 受賞       |        |
| 2017 | 英国アカデミー賞                 | 作品賞               | シェイプ・オブ・ウォーター       | ノミネート |        |
| 2017 | 英国アカデミー賞                 | オリジナル脚本賞     | シェイプ・オブ・ウォーター       | ノミネート |        |
| 2017 | アカデミー賞                     | 監督賞               | シェイプ・オブ・ウォーター       | 受賞       | [ 18 ] |
| 2017 | アカデミー賞                     | 作品賞               | シェイプ・オブ・ウォーター       | 受賞       | [ 18 ] |
| 2017 | アカデミー賞                     | 脚本賞               | シェイプ・オブ・ウォーター       | ノミネート | [ 18 ] |
| 2023 | アニー賞                         | 長編映画監督賞       | ギレルモ・デル・トロのピノッキオ | 受賞       |        |
| 2023 | アニー賞                         | 映画部門音楽賞       | ギレルモ・デル・トロのピノッキオ | 受賞       |        |
| 2023 | 英国アカデミー賞                 | アニメ映画賞         | ギレルモ・デル・トロのピノッキオ | 受賞       |        |
| 2023 | アカデミー賞                     | 長編アニメ映画賞     | ギレルモ・デル・トロのピノッキオ | 受賞       |        |